# Papel de estaño

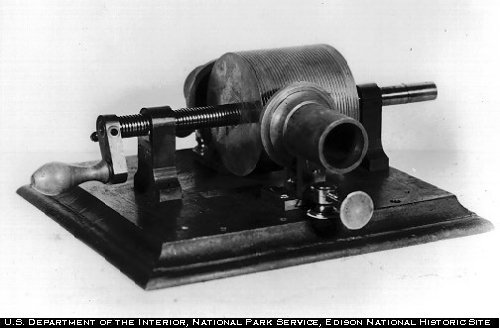
Hoja de papel de estaño sobre el cilindro de un primitivo fonógrafo

El papel de estaño, tal como indica su nombre, es una fina lámina fabricada con estaño. Tras la Segunda Guerra Mundial sería reemplazado por el papel de aluminio, más barato y duradero.

## Historia
Las hojas producidas en forma de láminas delgadas de estaño estuvieron disponibles comercialmente mucho antes que las fabricadas con aluminio, y desde finales del siglo XIX y principios del siglo XX era de uso común. El papel de estaño es más rígido que el papel de aluminio, y tiende a dar un ligero sabor metálico a los alimentos envueltos en él, lo que se convirtió en una de las principales razones de que resultara sustituido por el aluminio y por otros materiales.

## Fabricación
El papel de hojalata tradicionalmente se fabricaba utilizando estaño puro o aleado con entre el 1 y el 2 por ciento de cobre, que se sometía a los procesos de fundición, laminación y martilleado. El metal se vertía en placas con un espesor de 10 mm que se procesaban mediante laminados sucesivos (primero individualmente, y luego varias apiladas a la vez), hasta alcanzar un espesor de 100 µm.
Otro método consistía en mantener el estaño fundido en un recipiente alargado, en el que se introducía un rodillo recubierto con lona que quedaba impregnado con una fina capa de estaño. Esta capa se desenrollaba y se colocaba sobre una losa de piedra plana pulida. El material se servía en bloques de unas 300 hojas de unos 100 µm de espesor apiladas. También era posible producir un papel de estaño aún más delgado a partir de estas láminas golpeándolas con martillos de la misma manera que el pan de oro, pero debido a la elevada cantidad de mano de obra requerida en este proceso, solo se utiliza en casos excepcionales.
Más recientemente, las láminas se han fabricado a partir de placas fundidas de aproximadamente 0,5 metros cuadrados, utilizando laminadores en varios pasos. Las hojas de estaño puro solo se pueden extender sin romperse hasta un grosor de poco menos de 20 µm, pero el metal aleado con cobre se puede laminar hasta un espesor de 5 µm (la décima parte del espesor de un cabello), lo que mejora mucho su capacidad de ser enrollado, hasta el punto de que puede suministrarse en bobinas de varios kilómetros de longitud.
En muchos casos también se producían hojas de estaño que contenían una cierta cantidad de plomo, procedente de las placas sobre las que se vertía el estaño. Para que tuviera un color brillante; se limpiaba con algodón y polvo de tiza; se recubría con una solución gelatinosa; se teñía mediante una cocción a base de colorantes como calafate, tornasol, orceína, azafrán o una solución de anilina; y después de secado, se recubría con barniz.

## Usos
El papel de estaño sirvió junto con el mercurio para platear espejos, disponiéndose con un grosor de 38 a 500 µm para este propósito. La hojas empleadas para envolver tabaco, jabón, chocolate u otros productos tenía un espesor de 7,7 a 150 µm.
También había sido utilizado por los organeros desde el siglo XVI para ocultar parcialmente los tubos visibles de otros materiales (como cobre o zinc), de forma que su aspecto coincidiera con los fabricados por completo con metal de órgano.
Desde el siglo XVII, las hojas de papel de estaño se ha empleado para decorar los típicos frontales de pizarra de los tejados de las casas tradicionales de Turingia y de Franconia (los llamados en alemán Stanniolmalerei).
Así mismo, a finales del siglo XIX, las primeras grabaciones de sonido en cilindros de fonógrafo se realizaron en papel de estaño.
Debido a su resistencia a la corrosión y a la oxidación, disponibilidad, bajo costo, nula toxicidad y alta maleabilidad, el papel de estaño se utilizó como relleno para las caries dentales antes del siglo XX. Durante el proceso de toma de medidas para la fabricación de prótesis dentales del maxilar superior, el rodete palatino, una protuberancia ósea situada en el paladar, se "protege" colocando una lámina de estaño de aproximadamente 1 a 2 mm de espesor.
En el campo bélico, durante la Segunda Guerra Mundial se utilizaron tiras delgadas de papel de estaño con una longitud exactamente definida, que se arrojaban en grandes nubes como contramedidas para proteger a los aviones de bombardeo contra la detección de los radares. El ejército británico había capturado un radar Würzburg durante la Operación Biting, que utilizó para determinar la longitud más apropiada de las tiras de papel de estaño para la frecuencia de detección utilizada por los alemanes. Uno de sus usos más conocidos tuvo lugar durante la Operación Gomorra, para proteger a los aviones que bombardearon Hamburgo. Estas tiras, denominadas chaff en inglés, actualmente consisten principalmente en fibras sintéticas recubiertas de metal o en fibras de carbono conductivas.
En la actualidad, todavía se usa para la producción de espumillón.